# Semois
Semios er en 210 km lang flod, der løber gennem Belgien og Frankrig, hvor den munder ud i floden Meuse. Den har sit udspring ved Arlon i provinsen Luxembourg i Belgien.